# シーラ・チャンドラ
シーラ・チャンドラ（Sheila Chandra、1965年3月14日 - ）は、イギリスのインド系ポップ・シンガー。

## 経歴

### インド＝西洋シンセ・ポップの融合期
シーラ・チャンドラが最初に世間から注目されたのは女優としてだった。BBCの学園ドラマ『Grange Hill』で、Sudhamani Patelの役を演じていた。
10代でバンド「モンスーン」を結成。西洋（シンセ・ポップ）とインドのポップスのスタイルを融合させた。スティーヴ・コーと結婚。彼はバンドのプロデューサーになった。さらにマーティン・スミスを加えて、バンドは才能あるトリオに進化した。
1982年、バンドの唯一のアルバム『サード・アイ』を発表。その中からシングル・リリースした「Ever So Lonely」が予想外のヒットとなった。アルバムには、ビートルズの「トゥモロー・ネバー・ノウズ」のカヴァーも収録されていて、ビル・ネルソンのEBowギター（電気弓ギター）がフィーチャーされている。
しかし、バンドの音楽的方向性に対するレコード会社の圧力で、モンスーンは解散。コーとスミスは、チャンドラをソロのアーティストとしてインディペンデント・レーベルから売り出すことにした。
1980年代、チャンドラは何枚かのアルバムを出した。同時に、チャンドラは自分の声が楽器としてどの程度使えるかの実験を続けた。1990年になって、ピーター・ガブリエルのリアル・ワールド・レコードから3枚のアルバムを発表。だが、マーティン・スミスは離れていった。

### ブリティッシュ＆アイリッシュ・フォークの影響を受けた歌い方に変更
1992年以降、チャンドラはシンセサイザー中心のインド＝西洋融合ポップから、ブリティッシュならびにアイリッシュ・トラディッショナルの歌唱法に移行していった。
チャンドラはワールドミュージック・シーンでは尊敬されているアーティストで、21世紀になっても活動的である。
2002年には映画『ロード・オブ・ザ・リング/二つの塔』のために、ハワード・ショア作曲の「生命の息吹」という曲を歌った。
2010年、舌痛症のため、歌手活動から引退した。

## ディスコグラフィ

### ソロ・アルバム
- Out on My Own (1984年)
- Quiet  (1984年)
- The Struggle (1985年)
- Nada Brahma (1985年)
- Roots and Wings (1990年)
- Silk (1991年) ※コンピレーション
- 『ウィーヴィング・マイ・アンセスターズ・ヴォイシス〜遠き彼方の記憶を呼び覚ます10の歌声』 - Weaving My Ancestors' Voices (1992年)
- 『ベスト・オブ・シーラ・チャンドラ』 - Best Of Sheila Chandra (1992年) ※コンピレーション
- The Zen Kiss (1994年)
- ABoneCroneDrone (1996年)
- 『ムーンサング : ア・リアル・ワールド・レトロスペクティヴ』 - Moonsung: A Real World Retrospective (1999年) ※コンピレーション
- The Indipop Retrospective (2003年) ※コンピレーション
- Archive (2013年) ※コンピレーション

### シーラ・チャンドラ・アンド・ザ・ガンジス・オーケストラ
- This Sentence is True (The Previous Sentence is False) (2001年)
- EEP1 & EEP2 (2012年)
- Pure Drones, Vol. I (2013年)
- Pure Drones, Vol. II (2013年)
- Pure Drones, Vol. III (2013年)

### モンスーン
- 『サード・アイ』 - Third Eye (1983年)

### インタビュー
- Coe, Steve. Sheila Chandra: A Perspective on her Indipop Solo Albums.
- Mathur, Rakesh (1991). Nada Brahma; DEVI in Hinduism Today, August, 1991.
- Mite (2000). An Interview with Sheila Chandra in Mutant Renegade Zine #13, Winter 2000.
- Prasad, Anil (2000). Sheila Chandra: Natural extensions in Innerviews, May 3, 2000.
- Schaefer, John (1993). Sheila Chandra's Interview with John Schaefer at WNYC 1993: Weaving My Ancestors' Voices.
- Schaefer, John (1996). Sheila Chandra's Interview with John Schaefer at WNYC 1996: ABoneCroneDrone.